# Triunfo (Pernambouc)
Triunfo est une municipalité de l'État du Pernambouc au Brésil.
Sa population était estimée à 15 770 habitants en 2009.
Elle fait partie de la microrégion du Pajeú, dans la mésorégion du Sertão du Pernambouc.

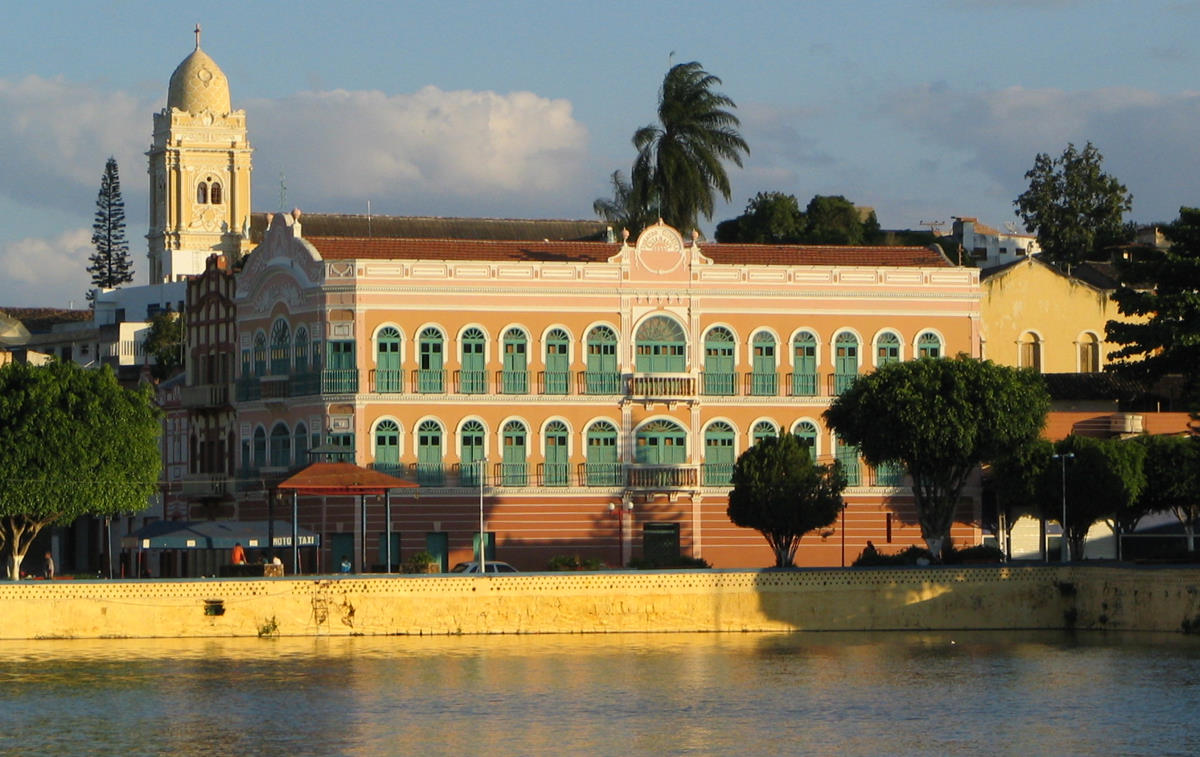
Vue panoramique au coucher du soleil sur le lac au centre de Triunfo-PE jusqu'au théâtre 'Cine Teatro Guarany'. La tour derrière appartient à l'église 'Igreja de Nossa Senhora das Dores'